# Walters Art Museum

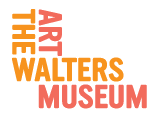
Logo van het Walters Art Museum

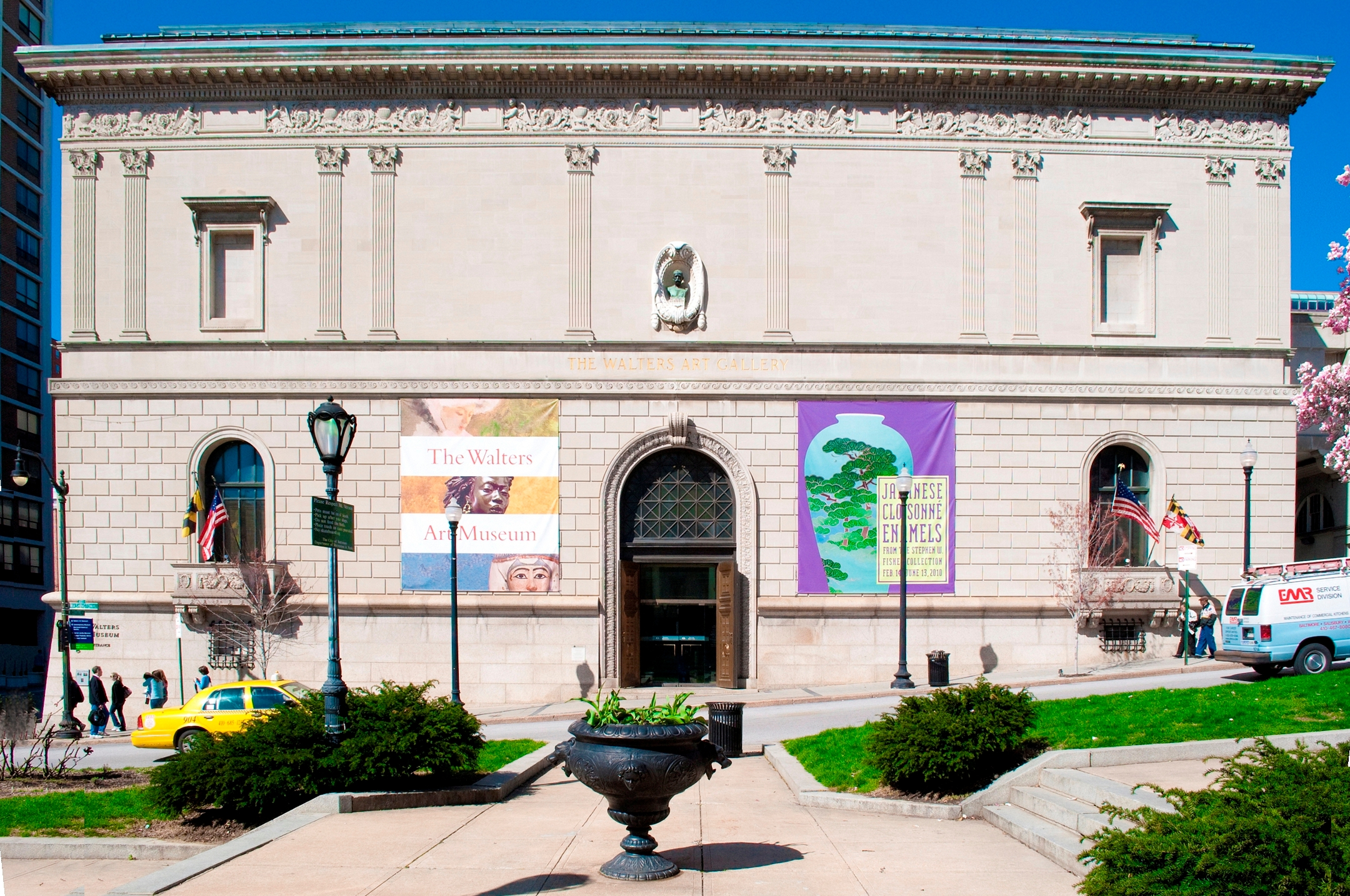
Het Walters Art Museum

Het Walters Art Museum (voorheen The Walters Art Gallery) is een kunstmuseum in de wijk Mount Vernon in de Amerikaanse stad Baltimore. Het museum werd opgericht in 1934.

## Ontstaan
De collectie bestaat hoofdzakelijk uit werken die door twee mensen werden verzameld: William Thompson Walters (1819–1894), die pas goed van start ging met zijn collectie toen hij naar Parijs verhuisde (na het uitbreken van de Amerikaanse Burgeroorlog) en zijn zoon Henry Walters (1848–1931), die de collectie aanvulde en onderbracht in een statige herenwoning in Charles Street in 1909. Bij zijn dood bevatte de kunstverzameling meer dan 22.000 werken die samen met de woning eigendom werden van de stad Baltimore 'for the benefit of the public'.
Deze kunstcollectie bevat kunstwerken uit het oude Egypte, Griekse beelden, Romeinse sarcofagen, middeleeuws ivoor, geïllustreerde manuscripten, bronzen renaissance-werken, schilderijen van oude meesters en de 19de eeuw, Chinese vazen en bronzen beelden en art-deco-juwelen.